# Nemzetközi Tudományos Diákolimpiák
A Nemzetközi Tudományos Diákolimpiák a tudomány különböző területein évente megrendezett nemzetközi versenyek középiskolás tanulók részére. Jelenleg 5 klasszikus, és 4 kapcsolódó versenysorozat sorolható ebbe a körbe.

## Nemzetközi Tudományos Diákolimpiák listája
- Nemzetközi Matematikai Diákolimpia (IMO)

1959 óta rendezik meg (kivéve 1980). Magyarország 1978 kivételével valamennyi évben részt vett a versenyeken, három alkalommal rendezték Magyarországon a versenyt.
- Nemzetközi Fizikai Diákolimpia (IPhO)

1967 óta rendezik meg (kivéve 1973, 1978, 1980). Magyarország valamennyi évben részt vett a versenyeken, két alkalommal rendezték Magyarországon a versenyt.
- Nemzetközi Kémiai Diákolimpia (IChO)

1968 óta rendezik meg (kivéve 1971). Magyarország valamennyi évben részt vett a versenyeken, négy alkalommal rendezték Magyarországon a versenyt.
- Nemzetközi Informatikai Diákolimpia (IOI)

1989 óta rendezik meg. Magyarország valamennyi évben részt vett a versenyeken, egy alkalommal rendezték Magyarországon a versenyt.
- Nemzetközi Biológiai Diákolimpia (IBO)

1990 óta rendezik meg. Magyarország 2010 óta vesz részt a versenyeken.
- Nemzetközi Filozófiai Diákolimpia (IPO)

1993 óta rendezik meg. Magyarország 1996 óta vesz részt a versenyeken, egy alkalommal rendezték Magyarországon a versenyt.

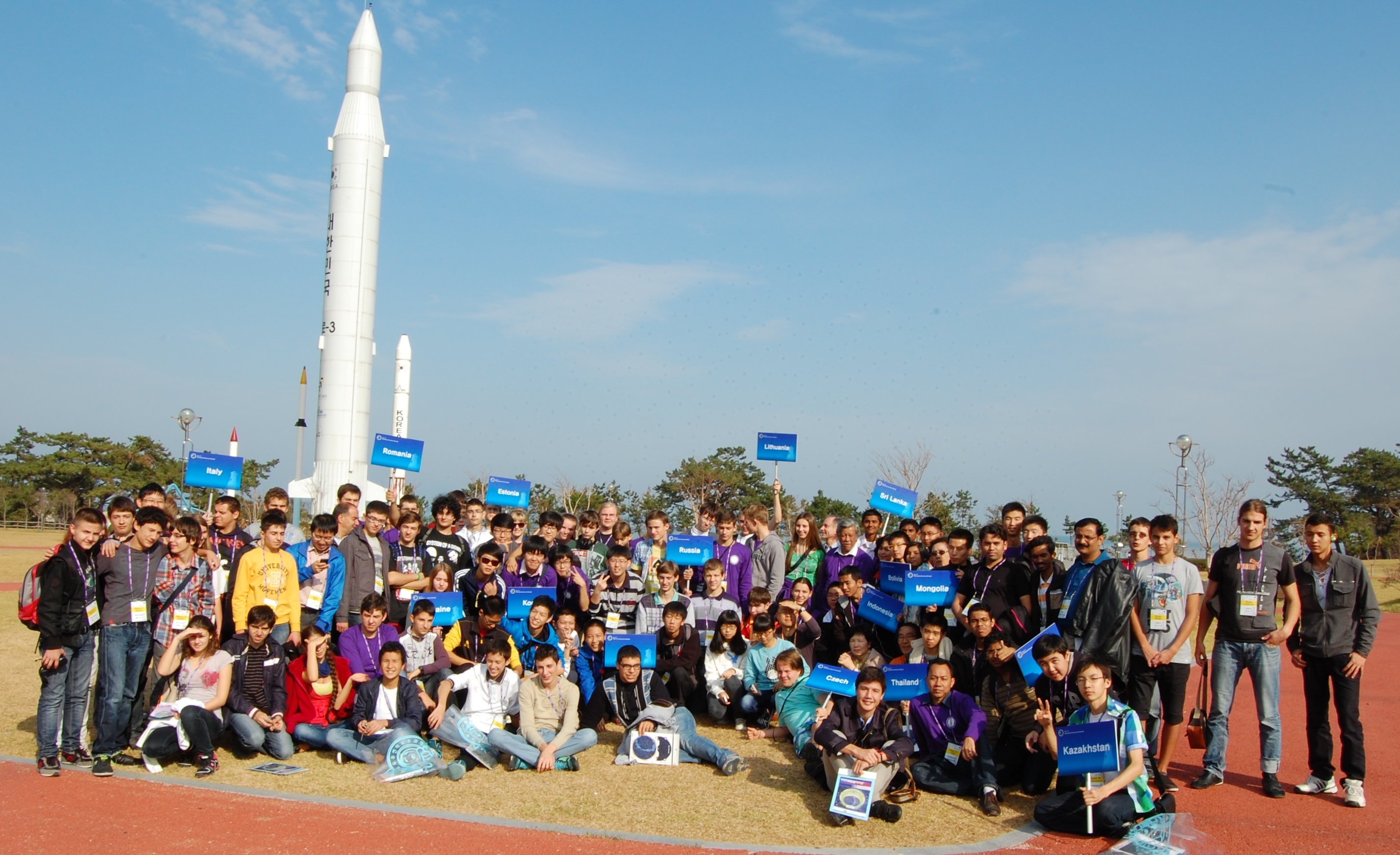
A 17. csillagászati olimpia résztvevőinek csoportképe (2012)

- Nemzetközi Csillagászati Diákolimpia (IAO)

1996 óta rendezik meg.
- Nemzetközi Csillagászati és Asztrofizikai Diákolimpia (IOAA)

2007 óta rendezik meg. Magyarország 2011-ben vett részt először a versenyeken, egy alkalommal, 2019-ben rendezték itt a versenyt.
- Nemzetközi Földrajzi Diákolimpia (iGeo)

1996 óta kétévente rendezik meg (2012-től már évente). Magyarország 2006 óta vesz részt a versenyeken.
- Nemzetközi Nyelvészeti Diákolimpia (IOL)

2003 óta rendezik meg. Magyarország 2012 óta vesz részt a versenyeken.
- Nemzetközi Junior Természettudományi Diákolimpia (IJSO)

2004 óta rendezik meg. Magyarország valamennyi évben részt vett a versenyeken.

## Külső hivatkozások
- Nemzetközi Tudományos Diákolimpiák